# Зенф, Бартольф

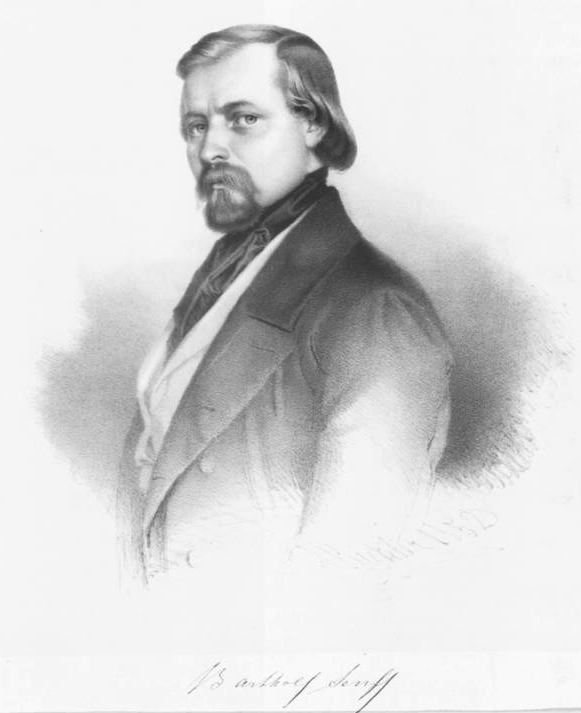
Бартольф Зенф

Бартольф Вильгельм Зенф (нем. Bartholf Wilhelm Senff; 2 сентября 1815, Бад-Фридрихсхалль — 25 июня 1900, Баденвейлер) — немецкий музыкальный издатель и редактор.
В 1830-е годы проходил обучение у лейпцигского издателя Карла Фридриха Кистнера. В 1842 г. основал «Музыкальный ежегодник» (нем. Jahrbuch für Musik, выходил до 1852 года), а в 1843 году — газету «Сигналы для музыкального мира» (нем. Signale für die musikalische Welt), выходившую под редакцией Зенфа до конца его жизни. В 1847 году открыл в Лейпциге собственное музыкальное издательство, постоянным автором которого стал Антон Рубинштейн, печатали свои произведения также Франц Лист, Иоганнес Брамс, Нильс Гаде, Карл Райнеке. После смерти Зенфа его племянница в 1907 году продала дело фирме «Зимрок».